# Liopasia ochracealis
Liopasia ochracealis là một loài bướm đêm trong họ Crambidae.